# Światosław II
Światosław II Mikołaj Jarosławicz czernihowski (ur. 1027, zm. 27 grudnia 1076) – książę włodzimierski od ok. 1040 do 1054, książę czernihowski od 1054, wielki książę Rusi Kijowskiej od 1073 do śmierci.

## Życiorys
Był czwartym synem Jarosława I Mądrego, a trzecim pochodzącym z małżeństwa z Ingegardą. Jeszcze za życia swojego ojca został przezeń ulokowany jako władca we Włodzimierzu. Po śmierci Jarosława Mądrego otrzymał we władanie księstwo czernihowskie; wówczas miasto Włodzimierz przejął jego młodszy brat Igor. Jego starszy brat Iziasław otrzymał wówczas tron w Kijowie, a Wsiewołod księstwo Perejesławskie; Światosław podporządkował się woli ojca i uznał panowanie Iziasława w Rusi Kijowskiej. Z kolei Iziasław kluczowe decyzje polityczne podejmował w porozumieniu ze Światosławem i Wsiewołodem. W przeciągu siedmiu lat od śmierci Jarosława Mądrego trzej bracia wspólnymi siłami przejęli w całości bądź częściowo tereny należące z mocy testamentu ojca do pozostałych braci: Włodzimierza, Igora i Wiaczesława.
W 1060 Światosław, wspólnie ze swoimi braćmi, Iziasławem Kijowskim i Wsiewołodem Perejesławskim, odniósł zwycięstwo nad plemieniem Turków. Rok później bracia ponieśli pierwszą klęskę w starciu z plemieniem Połowców.
W latach 60. Światosław toczył wojny ze swoim krewnym, Rościsławem, o Tmutarakań; Światosław próbował osadzić w tym mieście swojego syna, Gleba, jako władcę. W 1067 jego córka, Wyszesława, została żoną księcia Polski, Bolesława Szczodrego. W drugiej połowie lat 60. wziął udział wraz z braćmi w wojnie przeciwko Wsiesławowi, księciu Połockiemu, który wcześniej zdobył Nowogród i stworzył tym samym niebezpieczną przeciwwagę dla hegemonii "triumwiratu" Jarosławiczów na Rusi. Bracia wspólnymi siłami pokonali Wsiesława nad rzeką Niemigą, a następnie uwięzili go w Kijowie. W 1068 wraz z braćmi poniósł klęskę w starciu z siłami plemienia Połowców-Kumanów nad rzeką Ałtą; Światosław zdołał wówczas umknąć do Czernihowa. Później, w listopadzie 1068, Światosław pokonał  Połowców w bitwie pod Snowśkiem, biorąc ich wodza do niewoli. Zwycięstwo to ograniczyło ataki Połowców na Ruś na okres około 20 lat.
W międzyczasie doszło do dwukrotnej zmiany władzy w Kijowie: najpierw (wrzesień 1068) w wyniku rozruchów w stolicy uwolniono i osadzono na tronie Wsiesława, a Iziasław salwował się ucieczką do Polski; rok później (maj 1069) w wyniku interwencji księcia Polski Bolesława Iziasław został przywrócony do władzy. Światosław zachował neutralność podczas pierwszego przewrotu, zaś podczas interwencji polskiej wraz z bratem Wsiewołodem przyjął rolę mediatora, porozumiewając się z Iziasławem i doprowadzając do względnie pokojowego (kilkadziesiąt ofiar) zajęcia Kijowa przez Polaków. Zgodnie z przekazem kronik, mieszkańcy Kijowa sami zwrócili się do Światosława i Wsiewołoda o pomoc w obliczu najazdu Bolesława, co stanowi dowód ich wysokiej wówczas reputacji na Rusi Kijowskiej.
Początkowo był żonaty z siostrą biskupa Trewiru. Po jej śmierci, około 1069 Światosław porozumiał się z Henrykiem IV, królem niemieckim, i uzyskał odeń zgodę na poślubienie kuzynki królewskiej, Ody, margrabianki von Dithmarschen. W maju 1072 wziął udział w zjeździe w Wyszogrodzie, gdzie doszło do uroczystego przeniesienia relikwii świętych Borysa i Gleba. Najpewniej wówczas doszło do uchwalenia tzw. Prawdy Jarosławowiczów, nowej, poprawionej wersji lokalnego kodeksu praw; Światosław był jednym z jej autorów.
W marcu 1073 Światosław, mając Wsiewołoda za sojusznika, zmusił Iziasława do porzucenia tronu wielkoksiążęcego w Kijowie i następnie sam zajął jego miejsce. Władztwo Światosława, poza Kijowem i Czernihowem, sięgało wówczas również Połocka, Smoleńska, Włodzimierza i Turowa. Prędko rozdysponował ziemie wedle swojego uznania: Połock oddał Wsiesławowi, we Włodzimierzu ustanowił rządy swojego syna Olega, Turów i Smoleńsk przekazał Wsiewołodowi; prawdopodobnie zwakował również księstwo czernihowskie, zachowując jedynie władzę w najważniejszej dzielnicy: Rusi Kijowskiej. 
Iziasław udał się szukać wsparcia na dworze księcia Polski Bolesława. Jednak wiosną 1074 Światosław zawarł z Bolesławem pokój, co zabezpieczyło jego panowanie na Rusi Kijowskiej. W 1075 na dwór Światosława przybyło poselstwo od Henryka IV, u którego Iziasław starał się wówczas o pomoc w odzyskaniu władzy. Światosław zdołał przekonać wysłanników króla niemieckiego do nieingerowania w wewnętrzne sprawy Kijowa. 
W 1076 udzielił Polsce pomocy militarnej w wojnie z Czechami. Zmarł po czterech latach rządów, 27 grudnia 1076, i został pochowany w Czernihowie. Po jego śmierci władzę na Rusi Kijowskiej przejął na krótki czas Wsiewołod.
Światosław pozostawił pięciu synów: najprawdopodobniej czterech z pierwszą żoną, jednego z drugą; Najbardziej prawdopodobna wersja starszeństwa jego synów jest następująca: Gleb, Roman, Dawid, Oleg, Jarosław; z nich Oleg jest protoplastą ks.Czernihowskich, zaś Jarosław książąt Rjazańskich i Muromskich. Ubogie zapiski kronikarskie nie pozwalają odpowiedzieć na pytanie o ilość bądź imiona jego córek; jedyną znaną z imienia jest Wyszesława. 
Światosław dał się poznać jako fundator i budowniczy: prawdopodobnie za jego panowania dokończono budowę Katedry Świętego Zbawiciela w Czernihowie. Ufundował także klasztor św. Symeona w Kijowie. Propagował kulturę chrześcijańską na terenach, którymi zarządzał; jego osobę wiąże się z redakcją dwóch XI-wiecznych izborników, (z 1073 i 1076 roku) tj. bogato zdobionych kompilacji fragmentów z Biblii i pism Ojców Kościoła.